# Crack a Bottle
Crack a Bottle è un singolo del rapper Eminem, pubblicato il 2 febbraio 2009 come primo estratto dal sesto album in studio Relapse. 
Il 12 febbraio 2009 nella sua prima settimana di commercializzazione, il singolo ha ottenuto 418.000 download, battendo il precedente record del brano Live Your Life di T.I. e Rihanna.

## Descrizione
Una versione provvisoria di Crack a Bottle, intitolata Number One è balzata agli onori della cronaca nel dicembre 2008, mentre la versione definitiva è iniziata a circolare nelle radio a gennaio 2009, pubblicizzata da diversi media come primo singolo dall'imminente album di Eminem Relapse. anche se la Universal Music Group italiana, ha in seguito negato tale affermazione, dichiarando che Crack a Bottle sarebbe stato soltanto un singolo promozionale. Il singolo, su supporto digitale è stato reso disponibile per il download solo il 2 febbraio 2009, e 50 Cent ha dichiarato che il brano sarebbe stato incluso anche nel suo album Before I Self Destruct. Per la realizzazione del background è stato utilizzato un campionamento del brano Mais dans la lumière del cantante israeliano Mike Brant.

## Video musicale
Durante un'intervista ad MTV, 50 Cent inizialmente citò che c'erano piani per fare un video musicale animato per "Crack a Bottle", che doveva essere girato allo stesso tempo del video musicale per la canzone "I Get It In". Il 25 febbraio, il manager di Eminem Paul Rosenberg postò sul suo blog un fermo immagine tratto dal video che ritraeva una senzatetto in possesso di una bottiglia avvolta in un sacchetto marrone. Mediante un accordo con Rosenberg, il videoclip fu diretto da Syndrome e fu pianificato per essere pubblicato entro un paio di settimane. Il video musicale compare in una televisione del video musicale di "3 a.m.", anch'esso diretto da Syndrome. Il 7 maggio 2009, una versione incompleta del video fu pubblicata tramite TheRelapse.com, con solo i versi di Eminem e il ritornello. Più tardi nel corso della stessa giornata, il verso rappato da 50 Cent nel video fu pubblicato tramite ThisIs50.com.
Un mese dopo, il 7 giugno 2009, Ca$his postò un link su Twitter per il video completo in cui egli appare in un cameo.
Il video mostra all'inizio una vecchia donna avara che per non spendere soldi vive da barbona e che, dopo essere scoppiata in un'immensa risata acuta, tira fuori una bottiglia vuota, che magicamente si apre e mostra contenere diversi "mini-piani" a mo' di palazzo, che ritrarrano in seguito lo stile di ogni rapper: durante la parte di Eminem, compare un uomo psicopatico, che pare stia a significare Slim Shady, la parte cattiva di Eminem, rinchiuso in una stanza che scrive sui muri con un gessetto nero le parole della canzone; questo tiene come prigioniero un uomo che pare simboleggi Marshall Mathers, il vero nome del rapper. Verso la metà del verso, Slim Shady si sdoppia ed esce un uomo, ossia Ken Kaniff, l'aler-ego omosessuale di Eminem, che vorrebbe liberare l'ostaggio, che alla fine riesce a cavarsela da solo. Per il verso di Dr. Dre, fu girata la seguente scena: tre buttafuori proteggono un locale in cui una donna, un uomo e per l'appunto Ca$his si fanno tatuare alcune frasi inerenti alla canzone sulla pelle. Nella scena preparata per 50 Cent, invece, una ragazza con una bottiglia di liquore entra in una specie di club privé, in cui si sperpera soldi, si danza romanticamente e ci si scambia rapporti saffici, sotto grandi scritte cubitali, anch'esse rappresentanti alcune parole del testo della canzone. Alla fine del clip, la bottiglia si chiude e la barbona, infuriatasi, schianta l'oggetto a terra, che si rompe in mille pezzi.
Nessuno degli artisti di "Crack a Bottle" compare nel video animato.

## Tracce
Promo CD single
1. Crack a Bottle [Edited] - 5:14
2. Crack a Bottle [Clean Short] - 5:01
3. Crack a Bottle [Instrumental] - 5:14
4. Crack a Bottle [Explicit] - 5:14
5. Crack a Bottle [Super Clean]

## Successo commerciale
Dalla sua pubblicazione, Crack a Bottle è riuscita ad entrare in diverse classifiche statunitensi, inclusa la prestigiosa Billboard Hot 100 e la Hot R&B/Hip-Hop Songs. La canzone è inoltre entrata nella top ten della Hot Rap Tracks, alla posizione numero sette. Dopo essere rimasta tre settimane consecutive alla posizione numero 78 della Hot 100, della rivista Billboard' Crack a Bottle ha ottenuto la vetta della classifica grazie a 418.000 download digitali, che inoltre l'hanno resa la quarta canzone ad aver avuto la maggiore scalata in una sola settimana, nella storia della classifica. Crack a Bottle divenne il secondo singolo di Eminem al numero uno della Hot 100 ed il primo dal 2002. Con questa canzone inoltre, Dr. Dre ha raggiunto il vertice della Hot 100 per la prima volta dal 1996, mentre per 50 Cent si tratta della quarta volta. Crack a Bottle è inoltre entrata in diverse classifiche europee, in Canada ed in Australia.

## Classifiche
| Classifica (2009)         | Posizione massima |
| ------------------------- | ----------------- |
| Australia                 | 18                |
| Canada                    | 1                 |
| Europa                    | 4                 |
| Irlanda                   | 6                 |
| Italia                    | 21                |
| Norvegia                  | 6                 |
| Nuova Zelanda             | 15                |
| Regno Unito               | 4                 |
| Regno Unito (R&B)         | 1                 |
| Stati Uniti               | 1                 |
| Stati Uniti (pop 100)     | 1                 |
| Stati Uniti (R&B/hip-hop) | 63                |
| Stati Uniti (rap)         | 7                 |